# Serguéi Bubka
Serguéi Nazárovich Bubka (ucr. Сергій Назарович Бубка, Sergiy Nazarovich Bubka; Lugansk (URSS, 4 de diciembre de 1963) es un exatleta ucraniano de salto con pértiga, campeón olímpico en 1988 y campeón mundial en 1983, 1987, 1991, 1993, 1995 y 1997 con 35 plusmarcas en su haber (17 al aire libre y 18 en pista cubierta).
En sus años de carrera llevó la plusmarca mundial de la especialidad de 5,83 m a 6,15 m. Al principio de su carrera compartió honores con el francés Thierry Vigneron, alternando entre los dos la marca mundial, llegando a batirlo ambos el mismo día (el 26 de mayo de 1984).
Fue poseedor del récord mundial de 6,15 metros, establecido en pista cubierta el 21 de febrero de 1993 en Donetsk (Ucrania) durante casi 21 años, hasta que el francés Renaud Lavillenie superó por un  centímetro la marca en la misma reunión y en el mismo estadio, dejando el récord del mundo en 6,16 metros. El 31 de julio de 1994 saltó 6,14 m en Sestriere (Italia), lo que significó el mejor salto de la historia al aire libre. Posteriormente ha sido superado en varias ocasiones por Armand Duplantis, la última el 12 de agosto de 2025 en el István Gyulai Memorial de Budapest con una altura de 6,29 m.
Se retiró de las competiciones en 1997 debido a múltiples lesiones en el talón. Tras su retirada ha seguido carrera como dirigente deportivo, representante de atletas ante el Comité Olímpico Internacional y parlamentario en su país natal.
Recibió el Premio Príncipe de Asturias de los Deportes en 1991 y fue portador, en 2004, de la llama olímpica de Atenas 2004 cuando ésta pasó por Ucrania.
En agosto de 2015, Bubka se presentó a las elecciones a la presidencia de la IAAF donde le venció el también exatleta Sebastian Coe que recibió 115 votos, mientras que Bubka recibió 92 votos, de las 207 delegaciones que votaron.

## Biografía
Nacido en Lugansk, Sergey Nazarovych Bubka fue un atleta de pista y campo en los 100 metros lisos y el salto de longitud, pero sólo se convirtió en un campeón mundial cuando se dedicó al salto con pértiga. En 1983, prácticamente desconocido a nivel internacional, ganó el campeonato del mundo en Helsinki, Finlandia, y al año siguiente estableció su primer récord mundial, con una altura de 5,85 metros. Hasta la disolución de la URSS a finales de 1991, Bubka compitió para los equipos soviéticos. El sistema deportivo soviético recompensaba a los atletas por establecer nuevos récords mundiales, y él se hizo famoso por establecer nuevos récords por cantidades mínimas, a veces tan sólo un centímetro más. Esto le permitió cobrar frecuentes primas y convirtió a Bubka en una atracción en las reuniones de atletismo. En 1992, ya no estaba vinculado al sistema soviético y firmó un contrato con Nike que recompensaba cada actuación de récord mundial con bonos especiales de 40.000 dólares.
Tiene un hijo que fue tenista profesional, cuyo nombre es Sergei.

## Campeonatos mundiales
- Campeón mundial en Helsinki 1983, 5,70 m
- Campeón mundial en Roma 1987, 5,85 m
- Campeón mundial en Tokio 1991, 5,92 m
- Campeón mundial en Stuttgart 1993, 6,00 m
- Campeón mundial en Gotemburgo 1995, 5,92 m
- Campeón mundial en Atenas 1997, 6,01 m

## Maldición en los Juegos Olímpicos
A pesar de su dominio en el salto con pértiga, Bubka tuvo un historial relativamente pobre en los Juegos Olímpicos. Los primeros Juegos Olímpicos tras la introducción de Bubka en el atletismo internacional se celebraron en 1984 y fueron boicoteados por la URSS junto con la mayoría de los demás países del Bloque Oriental. Dos meses antes de los Juegos, superó en salto 12 cm al que sería el ganador de la medalla de oro olímpica, Pierre Quinon. En 1988 Bubka compitió en los Olimpiadas de Seúl y ganó su única medalla de oro olímpica saltando 5,90 m. En 1992 no logró superar en sus tres primeros intentos (5,70, 5,70, 5,75 m) y quedó fuera de las Olimpiadas de Barcelona. En las Olimpiadas de Atlanta de 1996, una lesión en el talón le hizo retirarse de la competición sin realizar ningún intento. En 2000, en las Olimpiadas de Sidney fue eliminado de la final tras tres intentos fallidos sobre 5,70 m.

## Progresión en el récord del mundo
Bubka batió el récord mundial de salto con pértiga masculino 35 veces durante su carrera. Rompió el récord mundial al aire libre 17 veces y el récord mundial de pértiga en pista cubierta 18 veces. Bubka sólo perdió su récord mundial al aire libre una vez en su carrera. Fue cuando Thierry Vigneron, de Francia, batiera su récord el 31 de agosto de 1984 en la reunión internacional de atletismo Golden Gala en Roma. Pero Bubka recuperó posteriormente el récord en su siguiente intento en la misma pista, tan sólo unos minutos después.
| Altura           | Fecha                    | Lugar      |
| ---------------- | ------------------------ | ---------- |
| 6,14 m (20′ 2″)  | 31 de julio de 1994      | Sestriere  |
| 6,13 m (20′ 1″)  | 19 de septiembre de 1992 | Tokio      |
| 6,12 m (20′ 1″)  | 30 de agosto de 1992     | Padua      |
| 6,11 m (20′ 1″)  | 13 de junio de 1992      | Dijon      |
| 6,10 m (20′ 0″)  | 5 de agosto de 1991      | Malmoe     |
| 6,09 m (20′ 0″)  | 8 de julio de 1991       | Formia     |
| 6,08 m (19′ 11″) | 9 de junio de 1991       | Moscú      |
| 6,07 m (19′ 11″) | 6 de mayo de 1991        | Shizuoka   |
| 6,06 m (19′ 11″) | 10 de julio de 1988      | Niza       |
| 6,05 m (19′ 10″) | 9 de junio de 1988       | Bratislava |
| 6,03 m (19′ 9″)  | 23 de junio de 1987      | Praga      |
| 6,01 m (19′ 9″)  | 8 de junio de 1986       | Moscú      |
| 6,00 m (19′ 8″)  | 13 de junio de 1985      | París      |
| 5,94 m (19′ 6″)  | 31 de agosto de 1984     | Roma       |
| 5,90 m (19′ 4″)  | 13 de julio de 1984      | Londres    |
| 5,88 m (19′ 3″)  | 2 de junio de 1984       | París      |
| 5,85 m (19′ 2″)  | 26 de mayo de 1984       | Bratislava |

| Altura           | Fecha                 | Lugar         |
| ---------------- | --------------------- | ------------- |
| 6,15 m (20′ 2″)  | 21 de febrero de 1993 | Donetsk       |
| 6,14 m (20′ 2″)  | 13 de febrero de 1993 | Lievin        |
| 6,13 m (20′ 1″)  | 22 de febrero de 1992 | Berlín        |
| 6,12 m (20′ 1″)  | 23 de marzo de 1991   | Grenoble      |
| 6,11 m (20′ 1″)  | 19 de marzo de 1991   | Donetsk       |
| 6,10 m (20′ 0″)  | 15 de marzo de 1991   | San Sebastián |
| 6,08 m (19′ 11″) | 9 de febrero de 1991  | Volgogrado    |
| 6,05 m (19′ 10″) | 17 de marzo de 1990   | Donetsk       |
| 6,03 m (19′ 9″)  | 11 de febrero de 1989 | Osaka         |
| 5,97 m (19′ 7″)  | 17 de marzo de 1987   | Turín         |
| 5,96 m (19′ 7″)  | 15 de enero de 1987   | Osaka         |
| 5,95 m (19′ 6″)  | 28 de febrero de 1986 | Nueva York    |
| 5,94 m (19′ 6″)  | 21 de febrero de 1986 | Inglewood     |
| 5,92 m (19′ 5″)  | 8 de febrero de 1986  | Moscú         |
| 5,87 m (19′ 3″)  | 15 de enero de 1986   | Osaka         |
| 5,83 m (19′ 2″)  | 10 de febrero de 1984 | Inglewood     |
| 5,82 m (19′ 1″)  | 1 de febrero de 1984  | Milán         |
| 5,81 m (19′ 1″)  | 15 de enero de 1984   | Vilnius       |

## Técnica

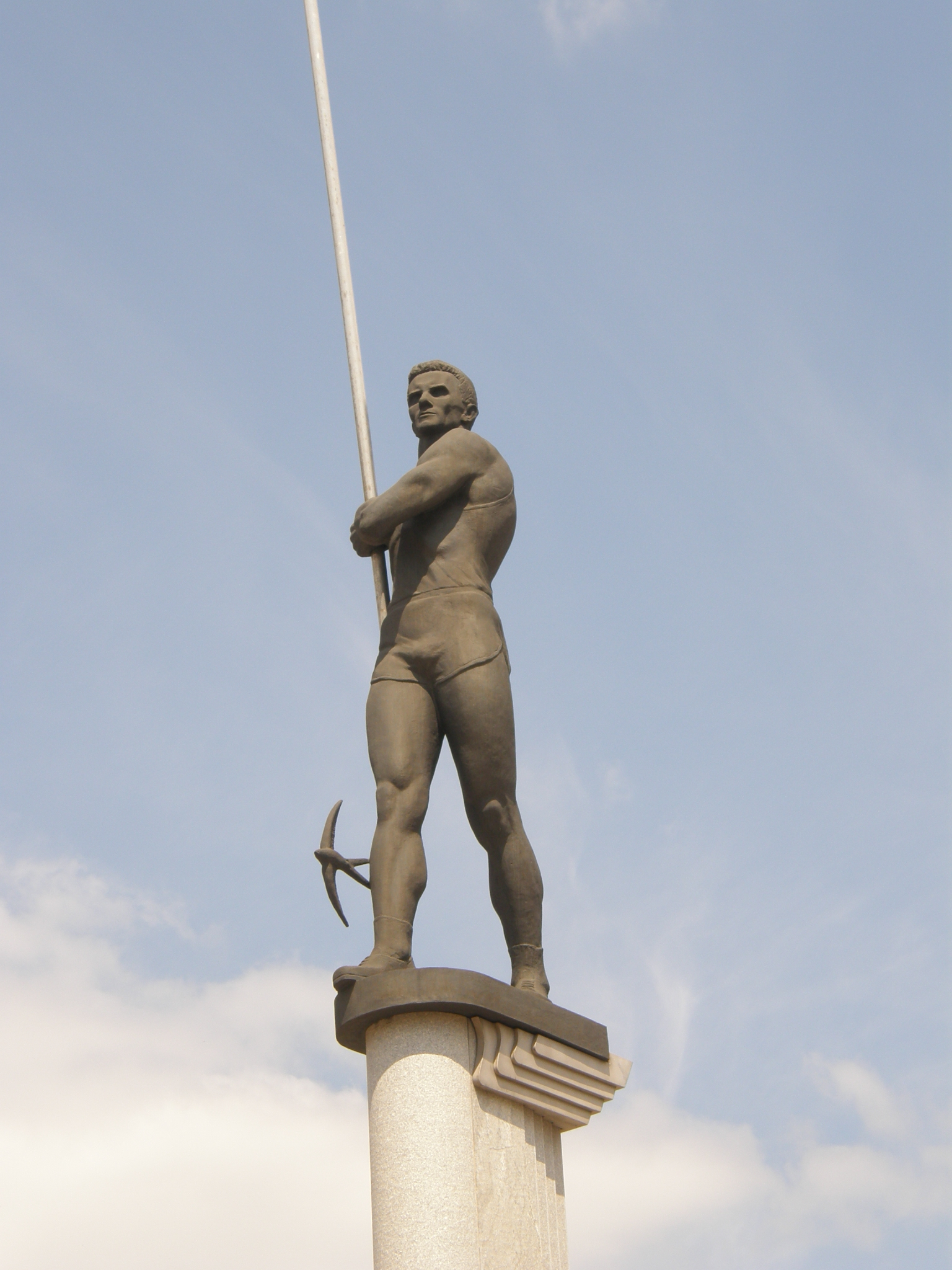
Estatua a Sergey Bubka, en Donetsk.

Bubka poseía una gran fuerza, velocidad y habilidades gimnásticas. Se agarraba a la pértiga más alto que la mayoría de los saltadores para conseguir una palanca extra, aunque el propio Bubka restaba importancia al efecto del agarre por sí solo.
Su desarrollo y dominio del modelo técnico denominado Petrov/Bubka también se considera una clave de su éxito.  Vitaly Petrov era su entrenador. (Un modelo técnico es una secuencia de posiciones y presiones que describen el método y la forma de estilo del salto con pértiga). El modelo Petrov/Bubka se considera superior a muchos otros en la actualidad, porque permite al saltador de pértiga poner energía continuamente en la pértiga mientras se eleva hacia la barra.[cita requerida] La mayoría de los modelos convencionales se centran en crear la máxima flexión en la pértiga antes de salir del suelo, plantando la pértiga fuertemente en la caja de salto con pértiga. El modelo Petrov/Bubka sigue la técnica utilizada por Kjell Isaksson, que se concentra en llevar la pértiga hacia arriba, en lugar de doblarla mientras se planta en la plataforma de apoyo, combinado con una alta velocidad de carrera. Mientras que los modelos tradicionales dependían del retroceso al doblar la pértiga, el modelo de Petrov/Bubka puede explotar el retroceso de la pértiga y ejercer más energía en la pértiga durante la acción de balanceo.[cita requerida]

## IAAF
Bubka ha estado involucrado con la Asociación Internacional de Federaciones de Atletismo (IAAF) desde 2001 y ha servido como vicepresidente desde 2007.
Durante este tiempo, ha permanecido en la Comisión de Atletas (2001-2011) y también es miembro del Consejo de la ASOIF, la Asociación de Federaciones Internacionales Olímpicas de Verano. Bubka comentó: "Llevo mucho tiempo trabajando en la IAAF y mi trabajo no se limita a un área. El bien del atletismo es algo que llevo en el corazón". Bubka ha sido miembro del Consejo de la IAAF (2001-), vicepresidente sénior de la IAAF (2007-2011), vicepresidente (2011-), vicepresidente de la Comisión de Desarrollo de la IAAF (2007-2011), luego presidente (2011-), miembro de la Comisión de Atletas de la IAAF (2001-2011) y miembro de la Comisión de Competición de la IAAF (2003-). También fue presidente de la Comisión de Coordinación de los Campeonatos del Mundo de la IAAF en Daegu 2011 y Moscú 2013.

## Comité Olímpico Nacional de Ucrania
Como Presidente del Comité Olímpico Nacional de Ucrania desde 2005, ha transformado la organización en una de las más progresistas del mundo. Cuenta con personal en las 27 regiones del país, cada una de las cuales se encarga de ejecutar una serie de programas destinados a atraer a los jóvenes al deporte, desarrollar el potencial de los más capacitados y promover el Movimiento Olímpico y sus valores.
Bajo el mandato de Bubka se han creado el Día Olímpico Nacional, la Cigüeña Olímpica, que proporciona educación de temática olímpica a más de 250.000 clases escolares en todo el país, premios anuales televisados y una Academia Olímpica. "Los CONs deben hacer algo más que seleccionar y enviar equipos a los Juegos Olímpicos", dice Bubka. "Están al frente de los esfuerzos para educar a los jóvenes y ayudarles a involucrarse en el deporte y adoptar un estilo de vida saludable. Para ello tenemos que trabajar juntos a nivel mundial, porque si no lo hacemos nos arriesgamos a perder a la generación más joven".

## Comité Olímpico Internacional (COI)
Serguéi Bubka se involucró por primera vez con el Comité Olímpico Internacional (COI) en 1996, cuando fue elegido miembro de la Comisión de Atletas, aportando su contribución a la gobernanza del deporte desde la perspectiva de un atleta en activo. Casi 20 años después, sigue participando como miembro honorario. "Sabía que quería participar en el deporte en activo y, en particular, participar en el Movimiento Olímpico", dijo. Se convirtió en miembro del COI en 1999 y ha participado en un amplio abanico de Comisiones, entre ellas la de Presidente de la Comisión de Evaluación y luego la de Coordinación de los primeros Juegos Olímpicos de la Juventud en Singapur en 2010. El 28 de mayo de 2013, Sergey Bubka anunció que se presentaría a la Presidencia del Comité Olímpico Internacional. En la 125ª Sesión del COI en Buenos Aires perdió la votación ante Thomas Bach.